# 8.ª Divisão de Montanha (Alemanha)
A 8ª Divisão de Montanha (em alemão:8. Gebirgs-Division) foi uma unidade militar que serviu no Exército alemão durante a Segunda Guerra Mundial.

## Comandantes
| Comandante                                | Data                                        |
| ----------------------------------------- | ------------------------------------------- |
| Generalleutnant Dipl. Ing. Paul Schricker | 27 de fevereiro de 1945 - 3 de maio de 1945 |

## Oficiais de operações
| Major Johannes Koepper | 27 de fevereiro de 1945 - 3 de maio de 1945 |

## Área de operações
| Itália | fevereiro de 1945 - maio de 1945 |